# Liste der Gottesdienstkantaten Telemanns/P
Dies ist eine Teilliste der Kantaten Georg Philipp Telemanns für den gottesdienstlichen Gebrauch mit dem Anfangsbuchstaben „P“ (TVWV 1:1222 – 1:1224). Sie ist in die Liste der Gottesdienstkantaten Telemanns eingebunden und sollte auch dort gelesen werden, um den Gesamtüberblick und die Funktion der Sortierbarkeit nach verschiedenen Kriterien über die Gesamtliste nutzen zu können.
| TVWV    | Titel                                  | Jahrgang                   | Textdichter              | erste Aufführung | Sonntag/Festtag im Kirchenjahr/Anlass | Besetzung                        | Anmerkung                         | Noten                 | RISM                                                                        |
| ------- | -------------------------------------- | -------------------------- | ------------------------ | ---------------- | ------------------------------------- | -------------------------------- | --------------------------------- | --------------------- | --------------------------------------------------------------------------- |
| 1:1222  | Packe dich, gelähmter Drache           | Harmonischer Gottes-Dienst | Matthäus Arnold Wilckens | 1725/26          | Michaelisfest                         | Stimme solo, Vl, Bc              |                                   | gs11-08-anh-10m IMSLP | RISM ID: 190017452 RISM ID: 702000949 RISM ID: 702001319 RISM ID: 240004952 |
| 1:1223  | Posaunen wird man hören gehn           | Stolbergischer Jahrgang    | Gottfried Behrndt        | um 1735          | 26. Sonntag nach Trinitatis           | SATB, 2 Ob, Tb, 2 Vl, Va, Vc, Bc |                                   | Ms. Ff. Mus. 1307     | RISM ID: 450004592                                                          |
| 1:1223a | Prang im Golde, stolze Welt            | Geistliche Arien           | Johann Friedrich Helbig  | 1727             | 20. Sonntag nach Trinitatis           | Stimme solo, Vl, Va, Vc, Bc      | vollständige Kantate siehe 1:1675 |                       |                                                                             |
| 1:1223b | Prangende Lilien in sprossender Schöne | Geistliche Arien           | Johann Friedrich Helbig  | 1727             | 15. Sonntag nach Trinitatis           | Stimme solo, Vl, Va, Bc          | vollständige Kantate siehe 1:1703 |                       |                                                                             |
| 1:1224  | Preise Jerusalem den Herrn             |                            |                          | 1727/28          | Neujahr                               |                                  | [verschollen]                     |                       |                                                                             |